# 1464

## Родени
- 23 април – Жана Френска, френска благородничка

## Починали
- 1 август – Козимо Медичи, основател на династията Медичи
- 11 август – Николай Кузански, германски философ и учен
- 14 август – Пий II, римски папа